# Nothing's Real
Nothing's Real es el primer álbum de estudio de la cantautora inglesa Shura, publicado el 8 de julio de 2016 por el sello discográfico Polydor Records.

## Comentarios de la crítica
«Nothing's Real» obtuvo comentarios positivos por parte de los críticos. Acumulando una calificación de 79 sobre 100 en Metacritic basado en 18 críticas.

## Lista de canciones
- Edición estándar

| Nothing's Real |                        |                                        |          |  |
| N.º            | Título                 | Escritor(es)                           | Duración |  |
| 1.             | «(I)»                  | Aleksandra Lilah Denton, Luke Saunders | 1:29     |  |
| 2.             | «Nothing's Real»       | Denton, Pott                           | 4:07     |  |
| 3.             | «What's It Gonna Be?»  | Greg Kurstin, Denton, MoZella, Pott    | 3:34     |  |
| 4.             | «Touch»                | Denton, Pott                           | 3:34     |  |
| 5.             | «Kidz 'n' Stuff»       | Denton, Allshux                        | 5:10     |  |
| 6.             | «Indecision»           | Denton, Pott                           | 3:32     |  |
| 7.             | «What Happened to Us?» | Denton, Pott                           | 4:09     |  |
| 8.             | «(II)»                 | Denton, Pott                           | 0:45     |  |
| 9.             | «Tongue Tied»          | Kurstin, Denton, McDonald              | 3:50     |  |
| 10.            | «Make It Up»           | Denton, Pott                           | 3:31     |  |
| 11.            | «2Shy»                 | Denton, Pott                           | 4:38     |  |
| 12.            | «311215»               | Denton, Pott                           | 10:41    |  |
| 49:00          |                        |                                        |          |  |

- Edición de lujo

| 'Nothing's Real |                   |              |          |  |
| N.º             | Título            | Escritor(es) | Duración |  |
| 13.             | «The Space Tapes» | Denton, Pott | 9:33     |  |
| 58:33           |                   |              |          |  |

### Posicionamiento en listas
| Australia         | Australian Hitseekers Albums   | 6   |
| Bélgica (Flandes) | Ultratop 200 Albums            | 73  |
| Bélgica (Valona)  | Ultratop 200 Albums            | 130 |
| Estados Unidos    | Top Heatseekers Albums         | 12  |
| Estados Unidos    | Dance/Electronic Albums        | 3   |
| Escocia           | Official Scottish Albums Chart | 15  |
| Irlanda           | Top 100 Artist Album           | 73  |
| Nueva Zelanda     | Heatseeker Albums              | 8   |
| Reino Unido       | Official Albums Chart          | 13  |
| Suiza             | Swiss Albums Chart             | 35  |